# Coccidiphaga exasperata
Coccidiphaga exasperata là một loài bướm đêm trong họ Noctuidae.